# Winterkoninkske
Winterkoninkske is een Belgisch bier. Het bier wordt gebrouwen door brouwerij Sint-Jozef te Opitter voor Brouwerij Kerkom te Sint-Truiden.

## Varianten
- Winterkoninkske is een donker winterbier van hoge gisting met een alcoholpercentage van 8,3%. Het bier werd gelanceerd in 2000. Het wordt gemaakt met 7 moutsoorten en bevat onder meer jeneverbes.
- Winterkoninkske Haspengouwse Grand Cru is een donker winterbier van hoge gisting met een alcoholpercentage van 13%. Het bier werd gelanceerd in december 2009 en wordt jaarlijks in november gebrouwen.

Het is het zwaarste bier van Limburg. Om aan een alcoholpercentage van 13% te komen wordt biergist in combinatie met champagnegist gebruikt. Het bier wordt enkel verkocht in flessen van 75 cl.